# Parco nazionale di Garajonay
Il Parco nazionale di Garajonay si trova nel centro-nord dell'isola di La Gomera, nelle Canarie. Venne dichiarato parco nazionale nel 1981 e patrimonio dell'umanità dell'UNESCO nel 1986. Occupa 40 km² estendendosi in ogni municipalità dell'isola.

## Territorio
Il parco eredita il nome dalla formazione rocciosa contenuta, il Garajonay, il punto più alto dell'isola con i suoi 1.484 metri. Comprende anche un piccolo altopiano alla quota di 790-1.400 metri sul livello del mare.

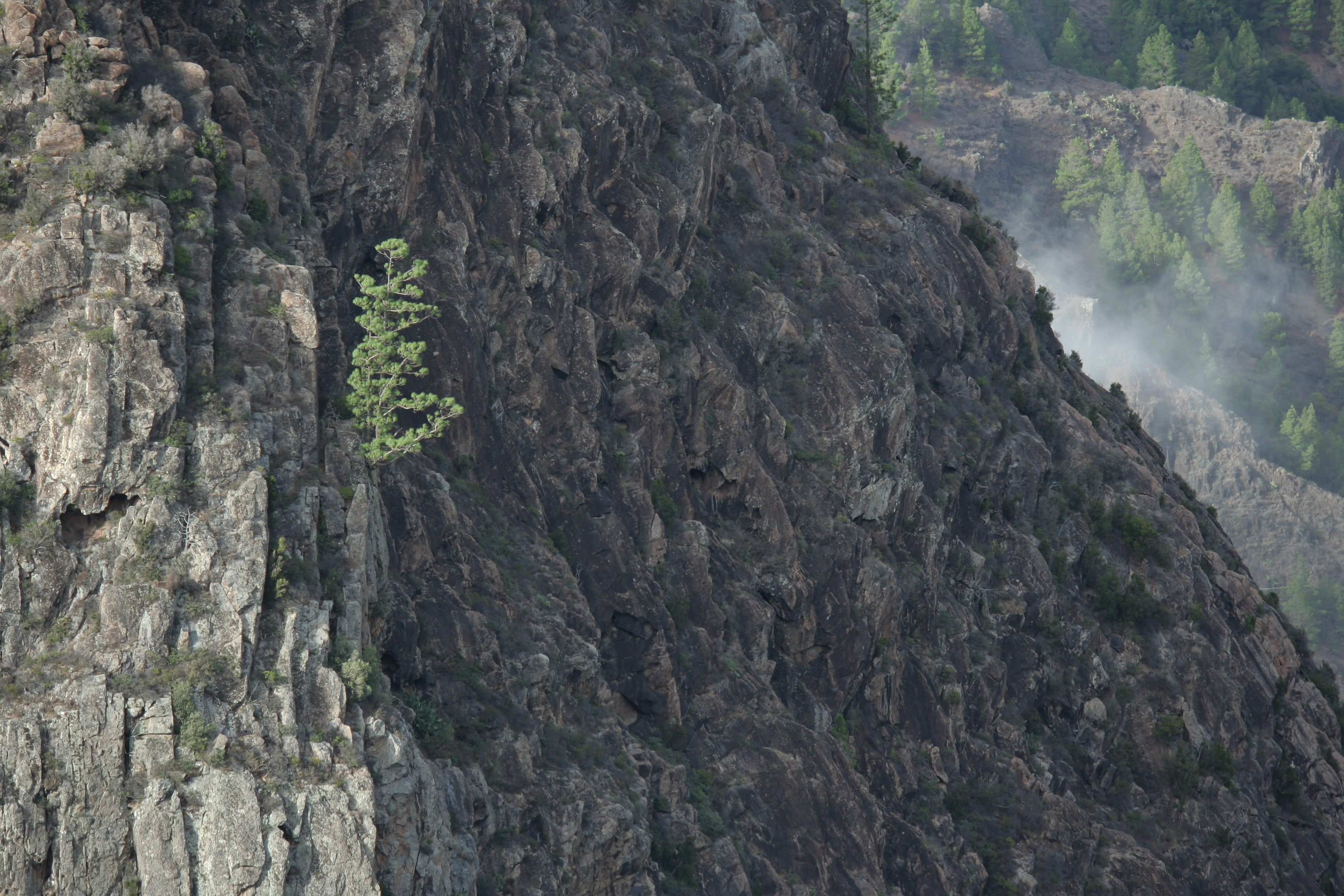
«Roque Ojila»
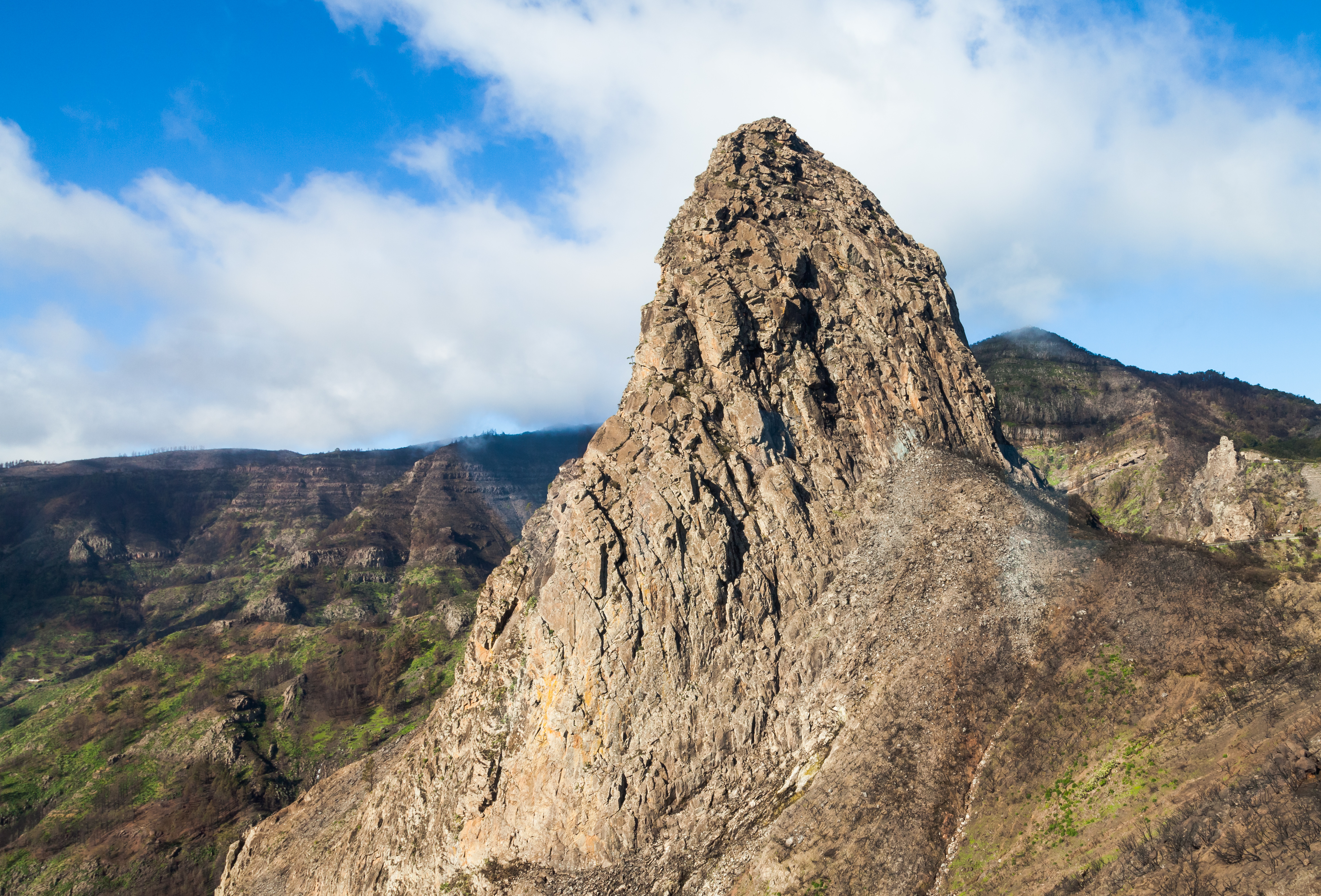
«Roque de Agando»
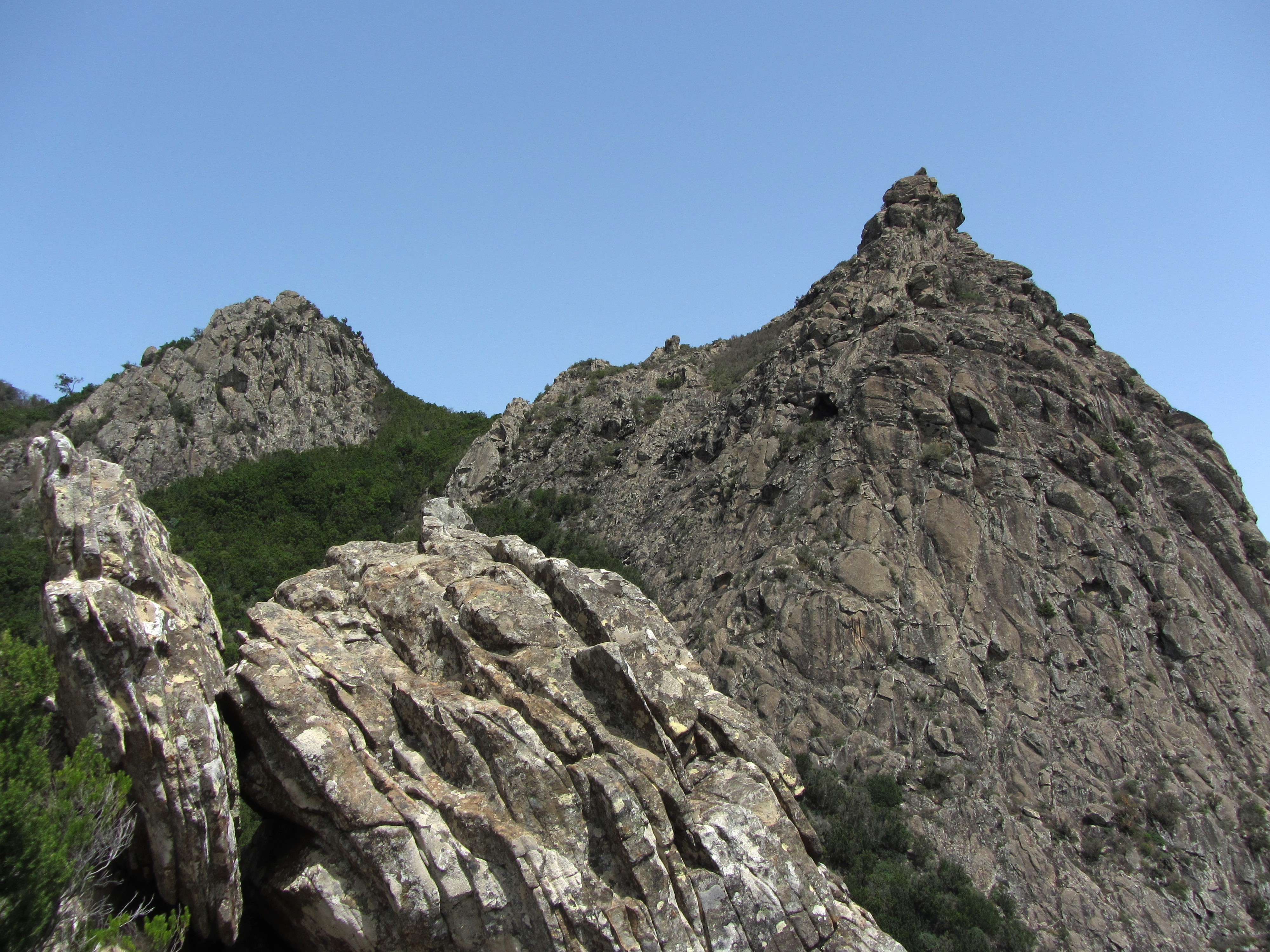
«Roque de La Zarcita»

## Flora
Il parco tutela un lembo molto ben conservato di laurisilva, la foresta umida subtropicale che nel Cenozoico copriva quasi tutta l'Europa, e si trova anche nelle Azzorre e sull'isola di Madera. Le foreste sono composte di lauraceae sempreverdi che raggiungono anche i 40 metri di altezza tra cui il lauro delle Azzorre (Laurus azorica), noto con il nome portoghese louro, loureiro, louro-da-terra e louro-de-cheiro.

## Fauna
La foresta ospita una ricca biocenosi di invertebrati, uccelli e pipistrelli.
Due specie di rettili, la lucertola gigante di La Gomera (Gallotia gomerana) ed il gongilo delle Canarie occidentali (Chalcides viridanus), si trovano nel parco. Tra gli anfibi si ricorda la raganella mediterranea (Hyla meridionalis).
Il parco è rinomato per essere uno dei migliori posti per l'osservazione di due specie endemiche di columbidi, il colombo dei lauri (Columba junoniae) ed il colombo di Bolle (Columba bollii).

## La leggenda di Gara e Jonay

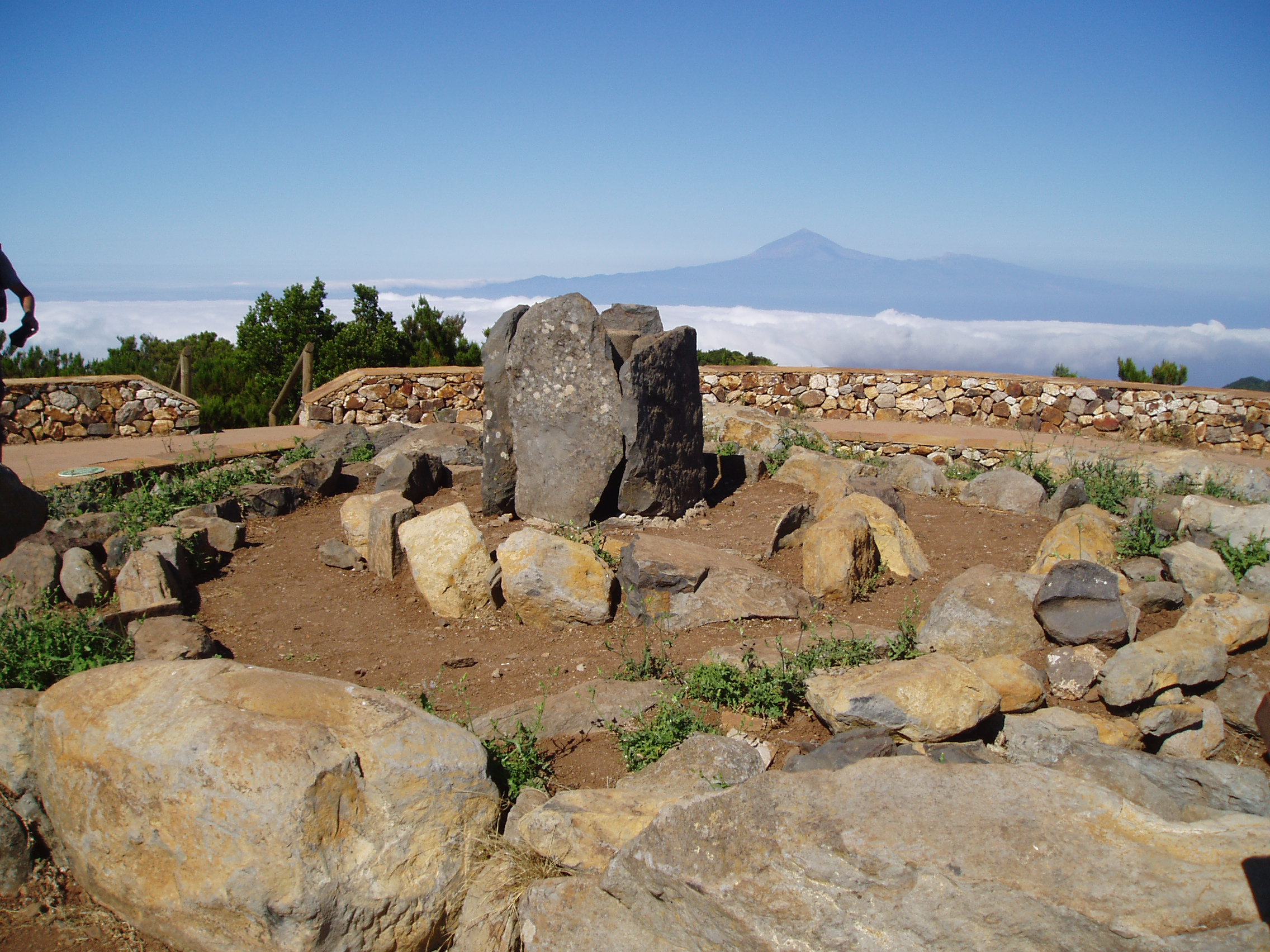
Cima del monte Garajonay. Si può notare la ricostruzione di un santuario Guanci

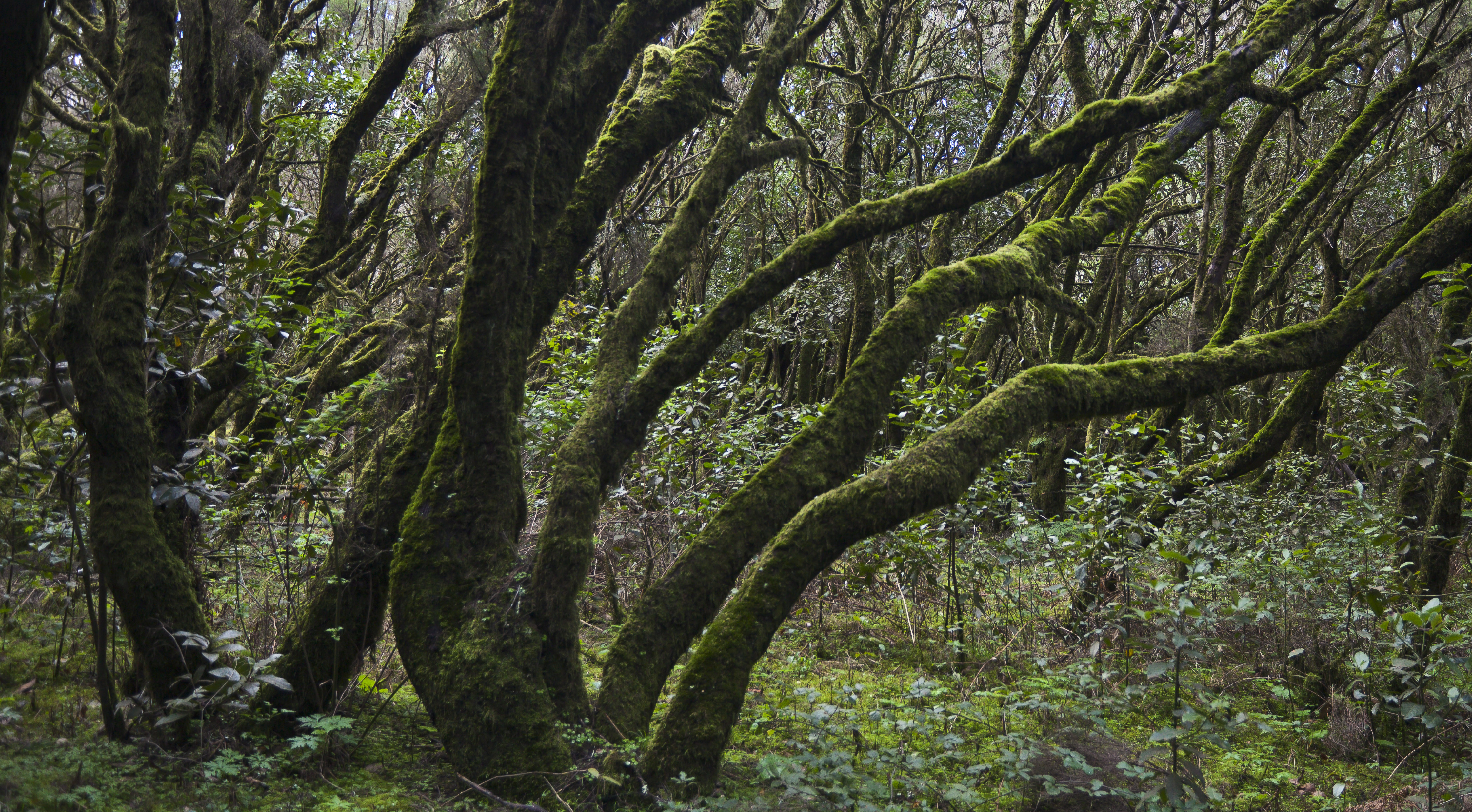
L'interno della foresta

Il monte ed il parco hanno preso il nome dagli amanti dannati Guanci Gara e Jonay, la cui storia evoca quelle di Romeo e Giulietta ed Ero e Leandro. Gara era una principessa di Agulo su La Gomera. Durante il festival di Beñesmen era usanza per le donne non maritate di Agulo di fissare il proprio riflesso nelle acque di Chorros del Epina. Se l'acqua fosse stata chiara avrebbero trovato marito; se invece era fangosa avrebbero subito qualche infortunio. Quando Gara guardò l'acqua vide chiaramente il proprio riflesso. Fissò l'immagine troppo a lungo ed il sole la accecò temporaneamente. Un saggio di nome Gerián le disse che avrebbe dovuto evitare l'ardore della passione, altrimenti questo l'avrebbe consumata.
Jonay era il figlio del re di Adeje su Tenerife che era arrivato sull'isola per celebrare queste cerimonie. La partecipazione di Jonay ai giochi attrasse l'attenzione di Gara, ed i due si innamorarono. Sfortunatamente, quando la cosa venne resa nota, il vulcano Teide, visibile da La Gomera, iniziò ad eruttare in segno di disapprovazione. Questo fatto venne interpretato come un segno cattivo ed i relativi genitori ruppero il fidanzamento. Jonay fece ritorno a Tenerife, ma una notte attraversò a nuoto il canale che separava le due isole e si riunì all'amata. I rispettivi padri ordinarono la loro ricerca. Gli amanti vennero trovati in cima alla montagna, dove decisero di mettere fine alle loro vite.